# Pohrebyšče
Pohrebyšče (ukrajinsky Погребище, polsky Pohrebyszcze) je město ve Vinnycké oblasti na Ukrajině. K roku 2016 v něm žilo bezmála deset tisíc obyvatel.

## Poloha
Pohrebyšče leží na řece Rosu, přítoku Kremenčucké přehrady na Dněpru. Od Vinnycji, správního střediska oblasti, je vzdáleno přibližně čtyřiašedesát kilometrů severovýchodně.

## Dějiny
První zmínka o obci je z roku 1148. Následně patřila do Kyjevského vojvodství v Polsko-litevské unii. Během Chmelnického povstání v 17. století i následujících válek byla několikrát vypálena a vypleněna. K rozvoji obce tak došlo až od počátku 18. století, kdy nastal klid. V roce 1795 se Pohrebyšče stalo součástí ruského impéria, kde patřilo do Kyjevské gubernie. V roce 1938 získalo Pohrebyšče status sídlo městského typu. Za druhé světové války byla vyvražděna většina zdejšího židovského obyvatelstva, které zde mělo od 17. do 20. století vlastní synagogu.
Od roku 1984 je Pohrebyšče městem.

### Rodáci
- Oleh Borysovyč Rybačuk (* 1958), politik